# Tattiche mordi e fuggi
Le tattiche mordi e fuggi si compongono di una serie di dottrine tattiche veloci dove lo scopo principale del combattimento non è quello di prendere il controllo del territorio, ma di infliggere danni su un bersaglio e uscire immediatamente dall'area per evitare azioni di difesa e contrattacco da parte del nemico.

## Storia
Le tattiche mordi e fuggi sono un elemento molto importante nelle guerre irregolari come: guerriglie, terrorismo o azioni di movimenti di insurgenza politica, dove, i militi, non essendo capaci sia a livello umano che logistico di fare guerra con un esercito regolare si adoperano in tattiche di attacchi veloci.
Esempi tattici nel quale questi attacchi veloci hanno contribuito anche in scontri militari convenzionali sono:
- nella battaglia di Manzicerta tra i selgiuchidi e l'impero bizantino, a contribuire alla vittoria dei primi ci fu una serie di attacchi mordi e fuggi da parte della cavalleria selgiuchide, che gettò confusione tra l'esercito bizantino, tanto da provocare l'inizio della ritirata[1];
- nella battaglia di Dandanqan del 1040, l'adozione ancora una volta della tattica permise la vittoria dei Selgiuchidi ai danni dei Ghaznavidi.

Le origini di queste tattiche si fanno risalire ai tempi degli sciti dell'Asia centrale, i quali usarono una serie di attacchi veloci contro gli eserciti di Dario Il Grande di Persia e più tardi contro Alessandro Magno.